# Зуев, Василий Петрович
Васи́лий Петро́вич Зу́ев (4 мая 1927, Острая Лука — 13 сентября 2015, Магнитогорск, Челябинская область) — машинист электровоза тушильного вагона коксохимического производства в Магнитогорске. Герой Социалистического Труда (1971).

## Биография
Родился 4 мая 1927 года в селе Острая Лука (ныне — Трубчевского района Брянской области), в рабочей семье.
В 1944—1953 годах служил в армии. После демобилизации в 1953 году работал слесарем по ремонту котельного оборудования центральной электростанции Магнитогорского металлургического комбината.
С декабря 1955 года устроился работать помощником машиниста коксовыталкивателя в коксовом цехе № 2 комбината.
В 1954—1956 годах без отрыва от производства учился в школе рабочей молодёжи № 1.
По окончании школы и технических курсов машинистов коксовых машин в 1957 году работал на комбинате машинистом электровоза тушильного вагона.
Был передовиком производства, вёл общественную работу, участвовал в шефской работе над молодыми работниками комбината, передавал им накопленный опыт работы.
Указом Президиума Верховного Совета СССР от 30 марта 1971 года за выдающиеся успехи, достигнутые при выполнении заданий пятилетнего плана по развитию чёрной металлургии, Василию Петровичу Зуеву было присвоено звание Героя Социалистического Труда с вручением ордена Ленина и золотой медали «Серп и Молот».
В 1986 году, его как лучшего машиниста комбината, направили на работу помощником мастера в Магнитогорское ПТУ № 97, где он готовил слесарей по ремонту оборудования коксохимического производства.
Зуев В. П. был членом Магнитогорского горкома КПСС, членом обкома профсоюзов рабочих металлургической промышленности.
Почётный пенсионер, Зуев Василий Петрович, проживал в Магнитогорске.
Умер 13 сентября 2015 года. Похоронен на Правобережном кладбище Магнитогорска.

## Награды и звания
- Герой Социалистического Труда (1971)
- Орден Ленина (1971)
- Почётный гражданин Магнитогорска (2002)[1]